# Empaquetado neutro de tabaco

Empaquetado:
Empaquetado neutro.
Ley aprobada, pero aún no está en vigor.

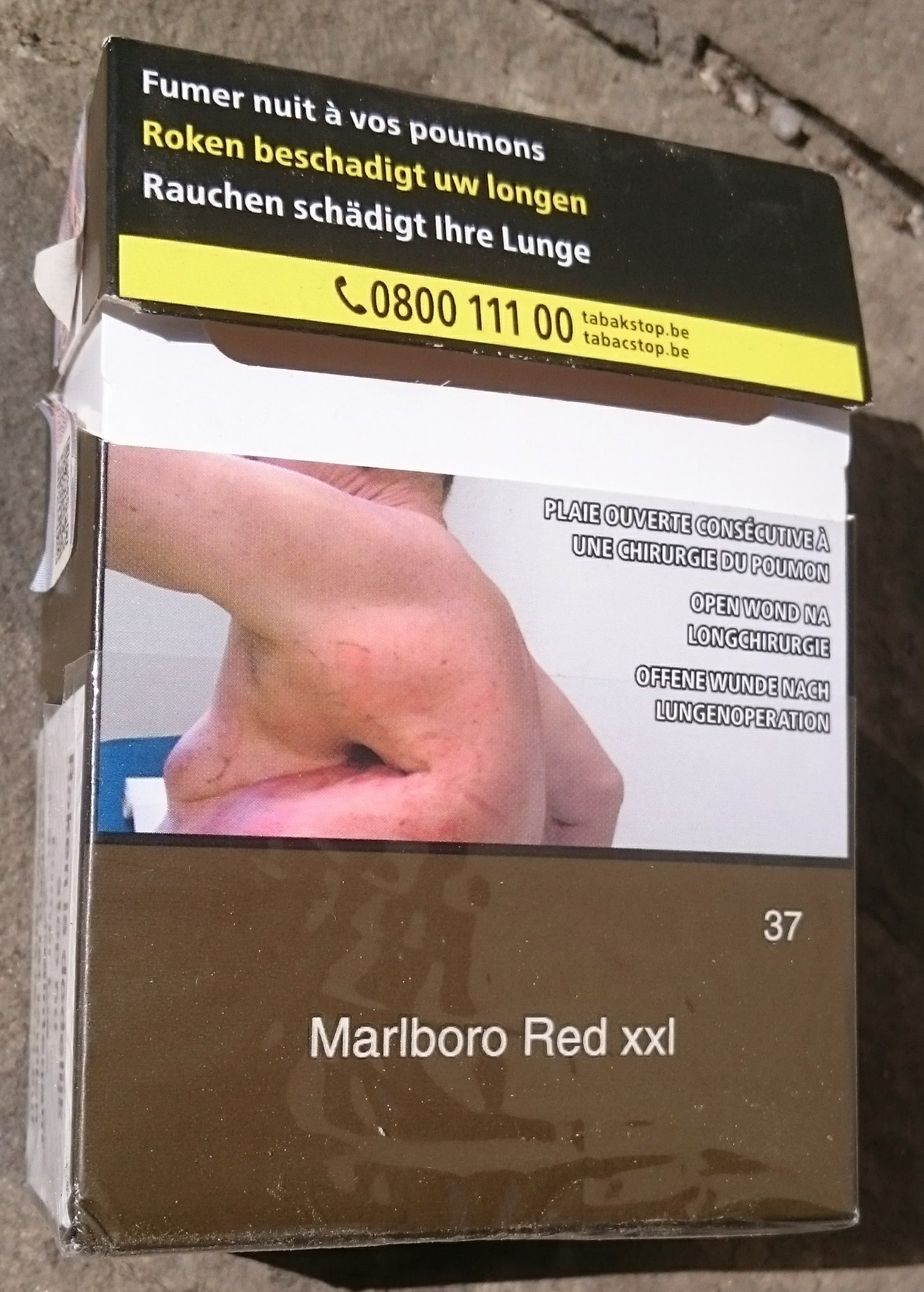
Ejemplo de empaquetado neutro de tabaco en Bélgica.

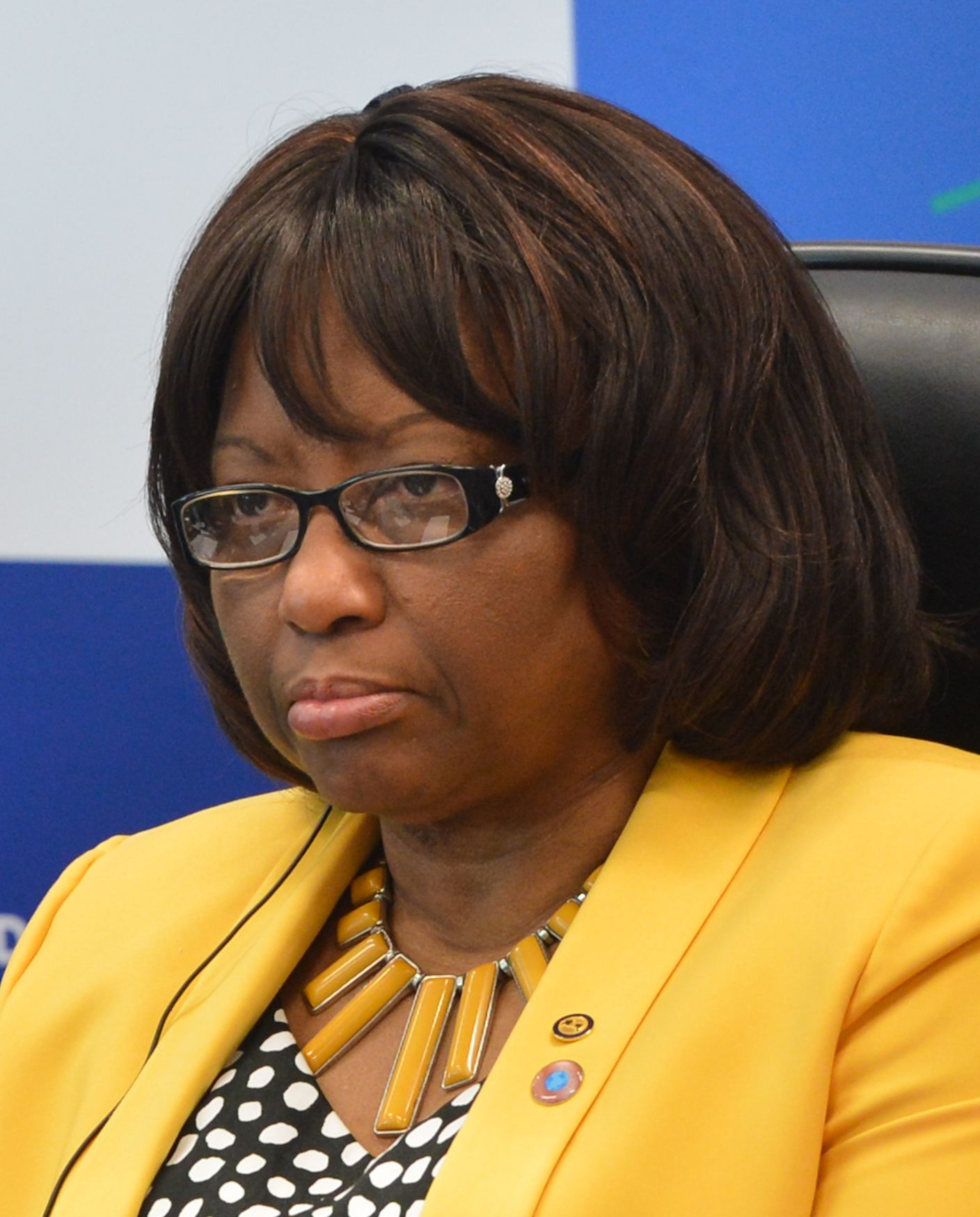
Carissa Etienne en 2015.

El empaquetado neutro de los productos de tabaco es la práctica de empaquetado de productos de tabaco en que se reducen o eliminan del paquete logotipos, colores, e imágenes e información promocional. Un paquete así regulado presenta tan sólo las advertencias de salud y otra información requerida legalmente (como los componentes tóxicos y las estampas de los impuestos), así como los nombres de la marca y del producto impresos en letras de fuente, tamaño y posición regulados. El término «empaquetado neutro» se usa principalmente al referirse a las legislaciones que imponen y regulan esta práctica.
Los fines de remover el contenido publicitario de los paquetes de cigarrillos es disuadir al público de fumar, y restringir el uso del empaquetado con fines publicitarios por parte de las compañías de productos de tabaco.
El empaquetado neutro se encuentra entre las directrices del Convenio Marco para el Control del Tabaco de la Organización Mundial de la Salud (OMS), como parte de un método integral de control del tabaco que incluye advertencias gráficas de salud de gran tamaño y prohibiciones generales de la publicidad, la promoción y el patrocinio de los productos de tabaco.
Carissa Etienne, directora de la Organización Panamericana de la Salud dijo: «El empaquetado neutro ofrece la posibilidad de mejorar la efectividad de las advertencias sanitarias que mueven la atención hacia los mortales efectos del consumo de tabaco, al tiempo que le restan atractivo».
Los estudios científicos muestran que el empaquetado neutro es eficaz para reducir el atractivo de los productos de tabaco para los consumidores.[cita requerida]

## Historia
En 1989 la Mesa de Sustancias Tóxicas del Departamento de Salud de Nueva Zelanda recomendó que sólo se vendieran cigarrillos en paquetes blancos con texto negro, sin colores ni logotipos. Esta ocasión parece ser la primera vez registrada en que se sugirieron lineamientos para el empaquetado neutro de productos de tabaco.
En 1994, oficiales canadienses de salud pública redactaron propuestas para el empaquetado neutro de productos de tabaco. Un comité parlamentario revisó la evidencia a favor del empacado neutro y concluyó que el mismo sería «un paso razonable en la estrategia general para reducir el consumo de tabaco». Estos esfuerzos no fueron exitosos a causa de los compromisos de Canadá con la Organización Mundial del Comercio (OMC) y el Tratado de Libre Comercio de América del Norte.
Entre los que países que empezaron a exigir la práctica del empaquetado neutro en su legislación están: Francia (en enero de 2017), Reino Unido (en mayo de 2017), Nueva Zelanda (en junio de 2018), Noruega (en julio de 2018), Irlanda (en octubre de 2018). Tailandia, Uruguay (2019), Arabia Saudita, Canadá, Eslovenia, Singapur, Turquía (2020), Bélgica, Israel y Hungría tienen leyes de empaquetado neutro de cigarrillos, pero aún no han entrado en efecto. Los países que tienen leyes aprobadas de empaquetado neutro de cigarrillos pero que aún no están en vigor son Georgia, Finlandia y Armenia.
Ucrania, Honduras y República Dominicana se opusieron a la reglamentación australiana a través de la OMC haciendo peticiones de consultas, lo cual constituyó el primer paso para desafiar las leyes australianas de empaquetado de tabaco en la OMC.
El 31 de mayo de 2016 (Día Mundial Sin Tabaco), la OMS condujo una campaña en que instaba a los gobiernos del mundo «a preparase para el empacado neutro de productos de tabaco.»
Luego de la resolución del Caso Philip Morris contra Uruguay se anunció que a partir de 2017 los cigarrillos en Uruguay se venderían en empaquetado neutro. Sin embargo la medida se encuentra en suspenso en ese país, por otro litigio solicitado por las empresas British American Tobacco y Tabacos Monte Paz dos compañías que operan en Uruguay y lograron una medida temporal sobre el decreto de empaquetado neutro.

### Oposición
Las empresas de publicidad y los consultores de la industria tabacalera expresaron su preocupación por que el empaquetado sencillo de los cigarrillos pueda sentar un precedente para su aplicación en otras industrias. En 2012, la correspondencia entre Mars, Incorporated y el Departamento de Salud del Reino Unido transmitió la preocupación de que el empaquetado sencillo pudiera extenderse a la industria de los alimentos y las bebidas. Junto con otras políticas como los impuestos sobre el tabaco, el empaquetado sencillo es considerado por algunos como una forma de ingeniería social.
Un estudio encargado por Philip Morris International indicaba que el empaquetado sencillo desplazaría las preferencias de los consumidores de las marcas premium a las más baratas.
La industria tabaquera también expresó su preocupación por el hecho de que el empaquetado sencillo aumentaría las ventas de cigarrillos falsificados. Roy Ramm, ex comandante de Operaciones Especializadas de New Scotland Yard y miembro fundador de The Common Sense Alliance, un grupo de reflexión apoyado por British American Tobacco, declaró que sería "desastroso que el gobierno, al introducir la legislación de empaquetado sencillo, [eliminara] el mecanismo más sencillo para que el consumidor ordinario pueda saber si sus cigarrillos son falsos o no".
Los argumentos contra el empaquetado sencillo incluyen su efecto sobre el contrabando, su efecto sobre las tiendas y los minoristas, y su posible ilegalidad. Un estudio publicado en julio de 2014 por el BMJ refutó esas afirmaciones.
Al informar sobre la acción legal de Philip Morris contra el proyecto australiano, The Times of India señaló en 2011 que la legislación sobre el empaquetado sencillo estaba siendo observada de cerca por otros países, y que a las empresas tabacaleras les preocupaba que la legislación australiana sobre el empaquetado sencillo pudiera sentar un precedente mundial.
En julio de 2012 se informó de que la organización de presión estadounidense American Legislative Exchange Council (ALEC) había lanzado una campaña mundial contra el empaquetado sencillo de los cigarrillos. Con el apoyo de las empresas tabaqueras y otros intereses corporativos, se dirigió a los gobiernos que planeaban introducir la prohibición de las marcas de cigarrillos, incluidos el Reino Unido y Australia. También se informó de que las empresas tabaqueras habían proporcionado asesoramiento jurídico y financiación a los gobiernos de Ucrania y Honduras para presentar una queja ante la Organización Mundial del Comercio (OMC) alegando que la legislación australiana es contraria a un acuerdo de propiedad intelectual de la OMC. Las reclamaciones ante la OMC deben ser presentadas por los gobiernos, no por las empresas. British American Tobacco confirmó que estaba ayudando a Ucrania a sufragar los gastos legales en su caso contra Australia.

## Evidencia
La evidencia de Australia apoya la eficacia de esta medida, al igual que algunos estudios experimentales y revisiones sistemáticas.